# WUMAG-Triebwagen Bauart 1 ohne Kupplung
|  | Dieser Artikel wurde aufgrund von akuten inhaltlichen oder formalen Mängeln auf der Qualitätssicherungsseite des Portals Bahn eingetragen. Bitte hilf mit, die Mängel dieses Artikels zu beseitigen, und beteilige dich bitte an der Diskussion. Artikel, die nicht signifikant verbessert werden, können gelöscht werden. |

Die WUMAG-Triebwagen Bauart 1 ohne Kupplung waren Dieseltriebwagen der Waggon- und Maschinenbau Görlitz, die von mehreren Privatbahngesellschaften in Deutschland ab 1933 beschafft wurden. Die Hauptmerkmale waren 4,5 m Achsstand, eine Dienstmasse etwa 10 t und 32 Sitzplätze.
Die Fahrzeuge waren als Konkurrenz zum Wismarer Schienenbus gedacht und besaßen keine Zug- und Stoßeinrichtung, sondern lediglich Prallplatten. Sie zählten zu den kleinsten Schienenbussen in Deutschland. Da sie nur für den Betrieb auf sehr kurzen Strecken vorgesehen waren, hatten sie keine Toilette. Der Preis für einen Triebwagen dieser Serie betrug 30.000 Reichsmark.
Da sich diese Konfiguration nicht gut verkaufen ließ, wurde die Konstruktion 1935 überarbeitet und die Fahrzeuge für die Mitführung eines Beiwagens mit Zug- und Stoßeinrichtung versehen. Die in dieser Bauart gefertigten Triebwagen wurde als Wettiner Triebwagen bezeichnet. Sie waren bei einigen Bahnverwaltungen bis etwa 1970 im Einsatz. Nummernmässig gab es bei den Fahrzeugen mit der Vorkriegs/Nachkriegsbezeichnung Verwechselungen; während alle Fahrzeuge vor dem Zweiten Weltkrieg durchweg als VT 135 (Fahrzeuge mit Dieselmotor) nach dem Schema der Deutschen Reichsbahn gegolten hatten, wurden mit dem Schema Deutsche Reichsbahn (1945–1993) die dort übernommenen Fahrzeuge ohne Zug- und Stoßeinrichtung als DR-Baureihe VT 133.5 bezeichnet, die Wettiner Triebwagen wurden korrekt in die Reihe DR-Baureihe VT 135.5 eingereiht. Hier kam es bei der Verstaatlichung der Privatbahnen zu Fehlinterpretationen.

## Konstruktive Merkmale

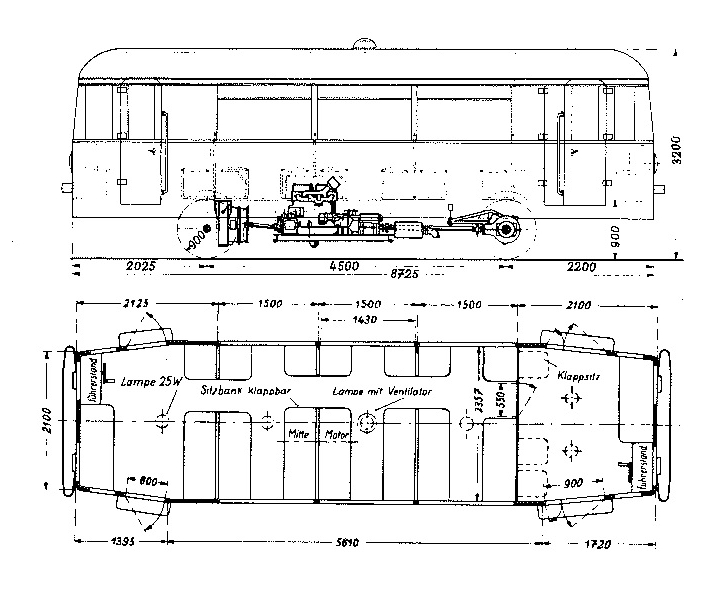
Maßskizze

Das Fahrgestell war eine Spantenbauart. Die Inneneinrichtung unterteilte sich in das Fahrgastabteil und die beiden Führerstände. Diese waren durch Trennwände und Drehtüren voneinander abgeteilt. Der Fußboden bestand aus Kiefernholz, das mit Linoleum belegt war. Über Klappen im Fußboden konnte die Maschinenanlage gewartet werden. Die Fahrzeuge besaßen 32 Sitzplätze in unterschiedlichen Ausführungen und bedeuteten zur damaligen Zeit eine Verbesserung des Reisekomforts, besonders durch die großen Fenster. Auf Grund der kurzen Streckenlängen, auf denen die Fahrzeuge eingesetzt wurden, wurde auf eine Toilette verzichtet. Das Laufwerk bestand aus einem zweiachsigen Laufwerk aus leichten Scheibenrädern, welche in Rollenlagern gelagert und über lange Blattfedern mit dem Wagenkasten verbunden war.
Angetrieben wurden die Fahrzeuge von einem Vierzylinder-Viertakt-Dieselmotor OM 65 von Mercedes-Benz. Die Kraftübertragung erfolgte über das Mylius-Getriebe und ein Achswendegetriebe, das mit einer Drehmomentenstütze versehen war. Die Maschinenanlage war federnd auf einem Maschinentragrahmen am Rahmen des Fahrzeuges aufgehängt. Beheizt war das Fahrzeug über eine Warmwasserheizung, die so ausgelegt war, dass das Innere des Wagens bei −20 °C Außentemperatur auf +20 °C beheizt werden konnte.

## Einzelne Ausführungen
Diese WUMAG-Triebwagen ohne Zug- und Stoßeinrichtung wurden nur vom Landesverkehrsamt Brandenburg beschafft. Möglicherweise wurden einzelne Fahrzeuge zwischen den Bahngesellschaften getauscht, sodass Verwechselungen in den Fahrzeuglisten nicht ausgeschlossen sind.

### Kreisbahn Schönermark–Damme T 01
Über Einsätze des Kreisbahn Schönermark–Damme T 01 ist wenig überliefert. Nach dem Krieg zählte er zu den kleinsten Fahrzeugen der Deutschen Reichsbahn. Bei der Umnummerierung gab es nach dem neuen Nummernschema von 1949 Probleme. Das Fahrzeug wurde zunächst als VT 135 513 bezeichnet und fuhr mit dieser Bezeichnung etwa drei Jahre. Erst nach 1952 bekam es die korrekte Bezeichnung VT 133 512. Schuld daran war der Dieselmotor, mit dem er nach Vorkriegsschema als VT 135 gegolten hätte. Die Deutsche Reichsbahn ordnete jedoch in die Reihe VT 135 nur Fahrzeuge ohne Zug- und Stoßeinrichtung ein. War der Triebwagen 1950 noch in Prenzlau beheimatet, so wurde er danach von seiner Stammstrecke abgezogen; zum 1. Januar 1955 war er in Neustrelitz beheimatet und zum 1. Januar 1960 beim Bahnbetriebswerk Stralsund. Genaue Angaben über seine weitere Verwendung fehlen. Hier beendete er seinen aktiven Dienst. Abgestellt wurde der Triebwagen 1963, nach fünf Jahren wurde er im Reichsbahnausbesserungswerk Wittenberge verschrottet.

### Neukölln-Mittenwalder Eisenbahn T2
Dieser Triebwagen wurde von der WUMAG 1935 gebaut und an die Neumarkter Kleinbahn für den Betrieb auf der etwa 5 km langen Strecke geliefert. Als auf dieser 1936 zum Sommerfahrplan der Verkehr eingestellt wurde, kam der Triebwagen noch im selben Jahr mit dem Neukölln-Mittenwalder Eisenbahn T1 nach Berlin und wurde auf der Neukölln-Mittenwalder Eisenbahn eingesetzt. Dort versah der als flinker Hermann bezeichnete Wagen im Wechsel mit dem größeren T1 Pendelfahrten zwischen Berlin Hermannstrasse und Berlin-Rudow.
Er verkehrte als Einzelfahrzeug und war bis zur Einstellung des Personenverkehrs ständig auf der Neukölln-Mittenwalder Eisenbahn im Einsatz, nach 1953 als einziger Triebwagen der Gesellschaft. Mit der Einstellung des Personenverkehrs wurde der T2 1955 abgestellt. Die Verschrottung folgte 1968.

### Kleinbahn Freienwalde–Zehden MT 401
Dieser Triebwagen wurde von der WUMAG 1935 gebaut und an die Kleinbahn Freienwalde–Zehden für den Betrieb auf der etwa 17,5 km langen Strecke geliefert. Das Fahrzeug wurde fabrikneu als Ersatz für den benzinelektrischen Triebwagen MT 5 beschafft, der für diese Strecke überdimensioniert war.
Er war ursprünglich für den Betrieb auf der Brandenburgischen Städtebahn vorgesehen. Ab 1940 wurde er als MT 401 bezeichnet. Möglicherweise wurde der Triebwagen auf anderen Strecken der Landesverkehrsamtes Brandenburg eingesetzt. Der MT 401 wurde zur Flucht der Betriebsleitung der Kleinbahn Freienwalde–Zehden nach Willinghusen bei Hamburg nach Schleswig-Holstein verwendet. Dort verkehrte der MT 401 bis 1952 bei der Südstormarnschen Kreisbahn und nach deren Stilllegung bei der Tecklenburger Nordbahn. 1959 brannte der Triebwagen aus und wurde im selben Jahr verschrottet.

### Prenzlauer Kreisbahnen T 02
Dieser Triebwagen wurde vom Landesverkehrsamt Brandenburg für die relativ kurzen Strecken der anfangs kreiseigenen Kleinbahnen beschafft.
Der Prenzlauer Kreisbahnen T 02 wurde 1949 von der Deutschen Reichsbahn in Bezug auf die Antriebsart fälschlicherweise als VT 135 545 bezeichnet, was 1952 zu VT 133 516 typengerecht korrigiert wurde. War er 1950 noch in Prenzlau beheimatet, so wurde er später von seiner Stammstrecke abgezogen; zum 1. Januar 1955 war er beim Bahnbetriebswerk Stralsund eingesetzt. Genaue Angaben über seine weitere Verwendung fehlen. Hier beendete er seinen aktiven Dienst. Abgestellt wurde der Triebwagen 1966, nach vier Jahren wurde er im Ausbesserungswerk Wittenberge verschrottet.